# Xylocopa orthosiphonis
Xylocopa orthosiphonis là một loài Hymenoptera trong họ Apidae. Loài này được Cockerell mô tả khoa học năm 1908.